# Ichneumon flavifrons
Ichneumon flavifrons là một loài tò vò trong họ Ichneumonidae.